# بذرالبنج تفتانی
بذرالبنج تفتانی، کوه بنگ (نام علمی: Hyoscyamus malekianus) نام یک گونه از سرده بذرالبنج است.